# Jan Piotraszewski
Jan Piotraszewski herbu Abdank – podstarości oświęcimski, deputat na Trybunał Koronny w 1586 roku.
Poseł na sejm konwokacyjny 1587 roku z powiatów oświęcimskiego i zatorskiego. W czasie elekcji 1587 roku głosował najpierw na Piasta, potem na Zygmunta Wazę.
Był dziedzicem części Berwaldu.